# روجر كاولي
روجر كاولي (بالإنجليزية: Roger Cowley)‏ هو فيزيائي وأستاذ جامعي بريطاني، ولد في 24 فبراير 1939 في المملكة المتحدة، وتوفي في 27 يناير 2015.